# Histoire des Serbes
 (mars 2009).
Si vous disposez d'ouvrages ou d'articles de référence ou si vous connaissez des sites web de qualité traitant du thème abordé ici, merci de compléter l'article en donnant les références utiles à sa vérifiabilité et en les liant à la section « Notes et références ».
- Hypothèse protochroniste faisant remonter l'origine des Serbes au nord du Caucase d'où ils auraient migré vers l'Europe centrale lors des migrations slaves
- Deuxième migration hypothétique basée sur l'homophonie Serbes / Sorabes, de la Serbie blanche avec à leur tête le prince de Serbie Blanche vers 600 apr. J.-C.
- Échange de population entre l'Empire byzantin et la Grande-Moravie, des Serbes s'installent dans la vallée de la Morava (Serbie) à la place des populations valaques qui vont à l'ouest de Prague en 990.

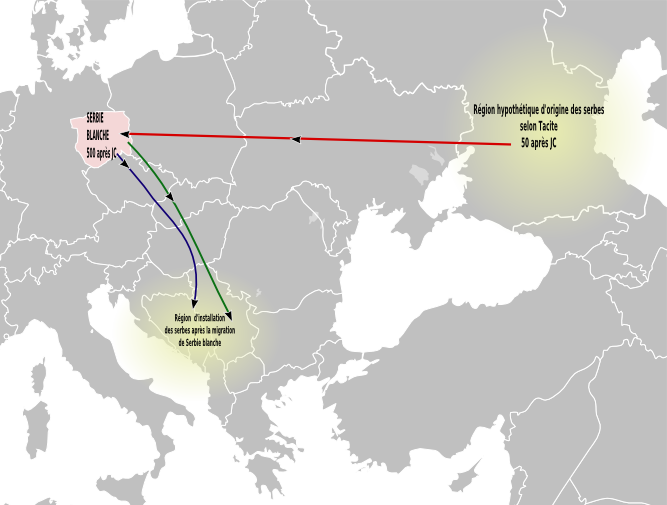
Les migrations des Serbes entre l'an 50 et l'an 1000 selon le point de vue protochroniste qui fait remonter les Serbes à l'Antiquité iranienne du Nord-Caucase en se basant sur l'homophonie relative entre les Serbes et les Siraques antiques :

L'histoire des Serbes n'est pas l'histoire de la Serbie mais celle des populations serbes vivent en Serbie et dans les pays voisins, en particulier dans la république serbe de Bosnie. Elle est l'objet de débats entre l'école universitaire et l'école protochroniste, minoritaire mais très influente notamment dans la mouvance nationaliste.

## Origines
Selon la mythologie nationale serbe élaborée par l'école protochroniste, l'histoire des Serbes débuterait dans l'Antiquité, au Nord-Caucase, avec le peuple iranien des Siraques mentionné par Tacite et Pline l'Ancien, puis au IIe siècle dans La Géographie de Ptolémée (livre 5, 9.21) : ces Siraques seraient des Serboï, donc des Serbes. Pour les protochronistes, les Sorabes sont des Serbes venus du Caucase antique au Ve siècle et qui ne seraient pas partis vers les Balkans au VIe siècle mais seraient restés en « Serbie blanche » ou Boïka (en serbe cyrillique Бојка), en Lusace, entre l'Elbe, la Saale et l'Oder. Ils affirment que les Serbes qui auraient quitté la Lusace pour les Balkans ont été menés par un prince de Serbie Blanche et que certains seraient allés jusqu'en Asie mineure où ils auraient fondé au VIIe siècle la ville de Gordoservon, qui pour eux n'est pas une déformation de Gordion mais une distorsion de Grad Srba signifiant « ville des Serbes » en serbe.
Si l'on suit la majorité des historiens universitaires, le nom du peuple serbe est à rechercher dans la racine indo-européenne *ser, qui s'apparente au latin servare (« conserver », « garder », « protéger », « préserver », « respecter »), et Heinz Schuster-Šewc cite aussi la racine indo-européenne *srb, que l'on retrouve dans de nombreuses langues slaves, avec pour signification initiale « apparenté, appartenant à la tribu » : c'est ce qui explique l'homophonie entre les Sorabes d'Allemagne, qui sont des Slaves occidentaux, et les Serbes des Balkans, qui sont des Slaves méridionaux.
Aujourd'hui, les Serbes vivent principalement en Serbie, au Monténégro, en Bosnie-Herzégovine et dans une moindre mesure en Croatie. Il existe également d'importantes minorités serbes en Macédoine et en Slovénie. Par ailleurs, une diaspora serbe s'est fixée en Allemagne, en Suisse, en Autriche, aux États-Unis et au Canada.

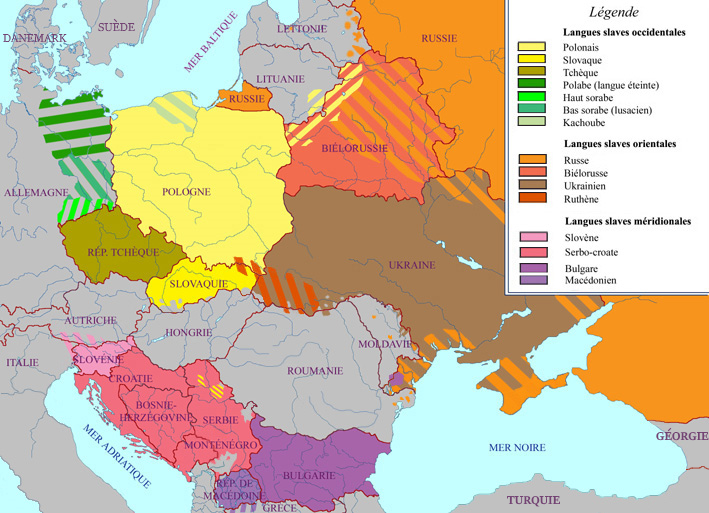
Carte des langues slaves montrant en Allemagne la terre sorabe, ou « Serbie blanche » selon la mythologie nationale serbe.

## Premières références

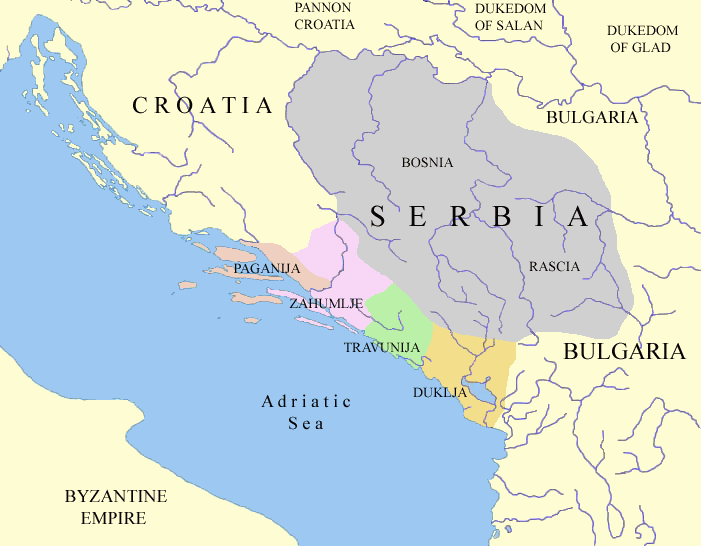
Terres serbes au IX selon le De Administrando Imperio.

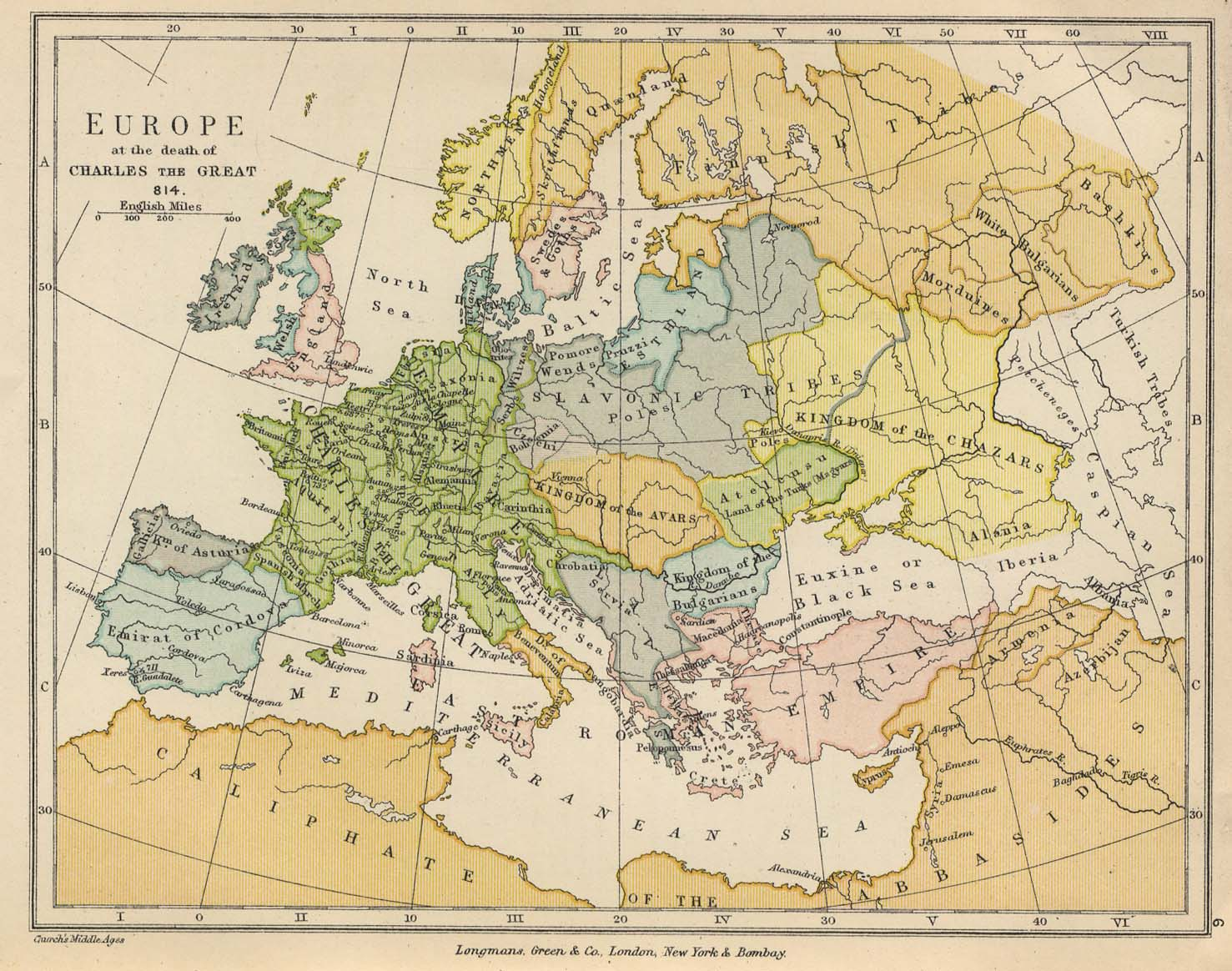
Serbie sur le règne de Višeslav en 814

Entre 610 et 641, les Serbes sont alliés de l'Empire byzantin dans sa lutte contre les Avars. En récompense de leurs victoires contre les Avars de Dalmatie, les Serbes sont installés dans un premier temps, par l'empereur Héraclius, dans la province byzantine de Macédoine, autour de Thessalonique. Toutefois ils ne figurent pas encore sous l'ethnonyme « Serbes » mais sous celui de « Sklavènes ». C'est au Xe siècle que l'empereur  byzantin Constantin VII Porphyrogénète mentionne les Serbes dans ses ouvrages De Administrando Imperio (32.1-16) et Theophanes Continuatus (288.17-20), où il décrit notamment leur arrivée dans les Balkans ainsi que la fondation de leurs premières principautés. Au XIe siècle, le général byzantin Kekaumenos localise les Serbes sur la Save, comme le fait également La Chronique russe de Nestor. Les Serbes sont alors considérés comme des fédérés de l'Empire romain d'Orient, devant obéissance à l'empereur de Constantinople, puis, par la suite, ils s'émancipent, formant les principautés de Paganie, Zachlumie, Travonie, Dioclée et Rascie.
Dans son De Administrando Imperio, Constantin VII indique que le territoire serbe était majoritairement gouverné par la dynastie des Vlastimirović qui parvint sous Časlav Klonimirović à unifier les terres en une confédération au début du Xe siècle. La première référence historique quant à l'existence d'un État des Serbes date du IXe siècle et est le fait de l'empereur byzantin Léon VI le Sage qui, dans ses listes épiscopales, mentionna les « évêques de Drougoubiteia et des Serbes ». En 993, des ambassadeurs serbes arrivèrent à la cour de l'empereur Basile II.
Au XIe siècle le thème byzantin de Sirmion se confond avec celui de Serbie : un sceau retrouvé de Constantin Diogenes, « strategos de Serbie », l'atteste. Vers 1040, Theophilos Erotikos était le gouverneur de ce thème jusqu'au moment où il fut remplacé par Stefan Vojislav qui prit le pouvoir et en devint l'archon .

## Moyen Âge
Initialement fidèles de la mythologie slave, les Serbes furent christianisés en plusieurs étapes entre les VIIe et IXe siècles, la dernière entre 867 et 874. Pendant et après cette période, les Serbes luttèrent contre l'Empire byzantin afin d'obtenir leur indépendance. Les premiers États serbes étaient Raška et Zeta. Les archonoi  bénéficiaient d'une certaine autonomie au sein de l'Empire byzantin jusqu'en 1086, lorsqu'ils devinrent indépendants. Sous saint Sava, qui fonda le patriarcat de Serbie, et son frère Stefan Ier Nemanjić, qui devint le premier véritable souverain serbe de la dynastie des Nemanjić, et l'archevêché d'Ohrid fut reconnu autocéphale par l'empereur byzantin Alexis Ier Comnène, soucieux d’intégrer en douceur les Slaves à son empire, ce qui en fait de facto une église nationale des Serbes et des Bulgares. En 1054, lors de la séparation des Églises d'Orient et d'Occident, l'archevêché d'Ohrid choisit l'orthodoxie et l'obédience du patriarcat de Constantinople. La Serbie n'existait pas encore en tant qu'État mais désignait la région habitée par les Serbes : leurs rois et tsars étaient nommés « roi des Serbes » ou « tsar des Serbes » et non « roi de Serbie » ou « tsar de Serbie ».
La Serbie atteignit son âge d'or sous la dynastie Nemanjić ; l'État étant à l'apogée de sa puissance sous le règne de Stefan Uroš IV Dušan lorsque l'Empire serbe dominait les Balkans. La puissance de la Serbie décrut progressivement au fil du conflit interminable divisant la noblesse, rendant le pays incapable de se défendre face à l'invasion ottomane de l'Europe du Sud-Est. La bataille de Kosovo Polje en 1389 est considérée dans la mythologie nationale serbe comme l'événement clef de la défaite face aux Turcs, bien que la domination ottomane ne fut complète que plus tard. Après la chute de la Serbie, les rois de Bosnie utilisèrent le titre de « roi des Serbes » jusqu'à ce que la Bosnie soit elle-même conquise et en partie islamisée.

## Occupations ottomane et autrichienne
En tant que chrétiens, les Serbes avaient le statut de dhimmi, mais dans les faits étaient considérés comme des citoyens de seconde zone, souvent maltraités, si l'on excepte la période de règne de Mehmed pacha Sokolović (un janissaire serbe devenu grand vizir). Ils étaient sujets à une énorme pression du pouvoir ottoman qui se donnait pour mission de les islamiser ; certains se convertirent (voir Musulmans (nationalité), d'autres émigrèrent au nord et à l'ouest, cherchant refuge dans l'Empire autrichien. À Belgrade, une assemblée se réunit. Il fut décidé de demander à l'empereur Léopold Ier du Saint-Empire d'assurer la sécurité de ses alliés serbes. L'empereur accepta d'accueillir sur les terres récemment libérées au nord de Belgrade, sur la rive gauche du Danube, « tous les Serbes qui étaient prêts à se battre contre les Turcs ». Il leur offrit des franchises sous forme d'exemptions de taxes et de libertés de culte (les Serbes sont chrétiens orthodoxes), de justice et d'éducation (tribunaux et écoles serbes). Établis dans les confins militaires (Vojne Krajine), ils recevaient des armes pour pouvoir défendre l'Empire autrichien contre les Ottomans ; ils pouvait attaquer seuls les Ottomans dans une guerre d'usure mais devaient répondre aux ordres de mobilisation de l'empereur. L'empereur Habsbourg et lui seul détenait une autorité sur les Serbes qui n'avaient de comptes à rendre ni aux gouverneurs autrichiens des provinces, ni aux ispáns (préfets) hongrois.
Arsenije III Čarnojević, le patriarche de l'Église orthodoxe serbe, satisfait de l'autonomie accordée par l'empereur, organisa l'une des plus grandes migrations de l'histoire serbe, entre 1690 et 1694 de 40 000 à plus de 200 000 Serbes quittèrent rien que le Kosovo, pour trouver refuge en Voïvodine, Slavonie et krajina , exode plus que massif compte tenu de la population de l'époque. Sachant que les Turcs avaient déjà réprimé durement les Serbes qui s'étaient alliés aux Autrichiens, ils craignaient que le retour des Ottomans au Kosovo, qui était le foyer central de la révolte serbe, ne provoque un massacre général de la population  chrétienne (la population musulmane, de langue le plus souvent albanaise, n'avait rien à craindre des Ottomans et formait une « chamerie » semi-autonome).
Au début du XIXe siècle, la première révolte serbe (fortement soutenue économiquement et militairement par les riches marchands serbes des confins militaires d'Autriche) parvint à libérer des milliers de Serbes durant un temps limité. La seconde révolte serbe fut un véritable succès et signa le renouveau du royaume de Serbie.

## XXesiècle
Au commencement du XXe siècle, de nombreux Serbes vivaient sous autorité étrangère : les Ottomans au sud, les Austro-Hongrois au nord et à l'ouest. Les Serbes du Sud furent libérés lors de la Première Guerre balkanique en 1912, tandis que la question de l'indépendance des Serbes du nord servit d'étincelle au déclenchement de la Première Guerre mondiale. Un nationaliste yougoslave membre de « Jeune Bosnie », Gavrilo Princip, assassina l'archiduc François-Ferdinand à Sarajevo déclenchant ainsi une chaîne de déclarations de guerre qui aboutit au conflit mondial. Durant la guerre, l'Armée serbe combattit avec courage mais dû battre en retraite à travers l'Albanie pour se réorganiser en Grèce où elle lança une contre-offensive à travers la Macédoine. Bien que la Serbie soit dans le camp des vainqueurs, la guerre dévasta le pays et fit périr un grand nombre d'hommes, nombre que les historiens estiment à plus de la moitié de la population mâle.
Après la guerre émergea le royaume des Serbes, Croates et Slovènes, ce qui permit enfin à une majorité de Serbes de vivre ensemble dans un même État. Le royaume avait pour capitale Belgrade et était dirigé par un roi serbe orthodoxe, mais comprenait aussi des Slovènes et des Croates catholiques, des Bosniens, des Sandjakis et des Albanais musulmans, ainsi que des Serbes, des Monténégrins et des Macédoslaves orthodoxes, ce qui, dans la situation géopolitique instable de l'entre-deux-guerres, aggravée par la grande dépression économique, provoqua dans le pays des tensions ethniques dont les forces de l'Axe profitèrent en 1941, pendant la Seconde Guerre mondiale, pour démembrer la Yougoslavie. Après la guerre, la république fédérative socialiste de Yougoslavie fut un État communiste, mais non-membre du bloc de l'Est, dirigé par le croate Tito et divisé en six républiques fédérées (Slovénie, Croatie, Bosnie, Monténégro, Serbie et Macédoine) dont l'une, la Serbie, comptait deux provinces autonomes : le Kosovo et la Voïvodine.
La Yougoslavie communiste s'effondra au début des années 1990, quatre des six républiques la formant devenant indépendantes. Les guerres de Yougoslavie succédèrent à cette période de troubles où les communautés serbes de Croatie et de Bosnie luttèrent contre le démembrement de l'État yougoslave. La guerre du Kosovo éclata après plusieurs années de tensions entre Serbes et groupes nationalistes kosovars. Durant l'opération Tempête de 1995, près de 200 000 réfugiés serbes quittèrent la Croatie et 200 000 autres le Kosovo et s'installèrent principalement en Serbie centrale et en Voïvodine.